# Provincia di Lucca
La provincia di Lucca è una provincia italiana della Toscana di 380 367 abitanti. È la terza provincia toscana per numero di abitanti (preceduta solo dalla città metropolitana di Firenze e dalla provincia di Pisa) ed è la sesta provincia toscana per superficie.

## Geografia
È bagnata a ovest dal mar Ligure e confina a nord - ovest con la provincia di Massa e Carrara, a nord con l'Emilia-Romagna (province di Reggio Emilia e Modena), a est con le province di Pistoia e di Firenze, a sud con la provincia di Pisa.
Si può suddividere la provincia in quattro zone: 
- la Piana di Lucca
- la Versilia
- la Media Valle del Serchio
- la Garfagnana

Il clima presenta, a seconda delle zone, inverni freddi (soprattutto Garfagnana, Piana di Lucca) e estati calde e umide. In estate, nelle zone di pianura come la Piana di Lucca e le grandi città, il clima è reso molto insopportabile a causa delle temperature elevate e degli alti tassi di umidità. Durante l’inverno, le zone montuose come la Garfagnana, possono essere imbiancate da abbondanti nevicate. Fenomeno tuttavia in diminuzione nelle pianure e sulle principali città, ad esempio su Lucca e Viareggio. Le temperature in Garfagnana e valli montuose durante la stagione invernale possono scendere di parecchi gradi sotto lo zero, mentre rimangono leggermente più contenute sulla Versilia e sulla Piana di Lucca, sebbene siano frequenti le gelate notturne. 

## Storia

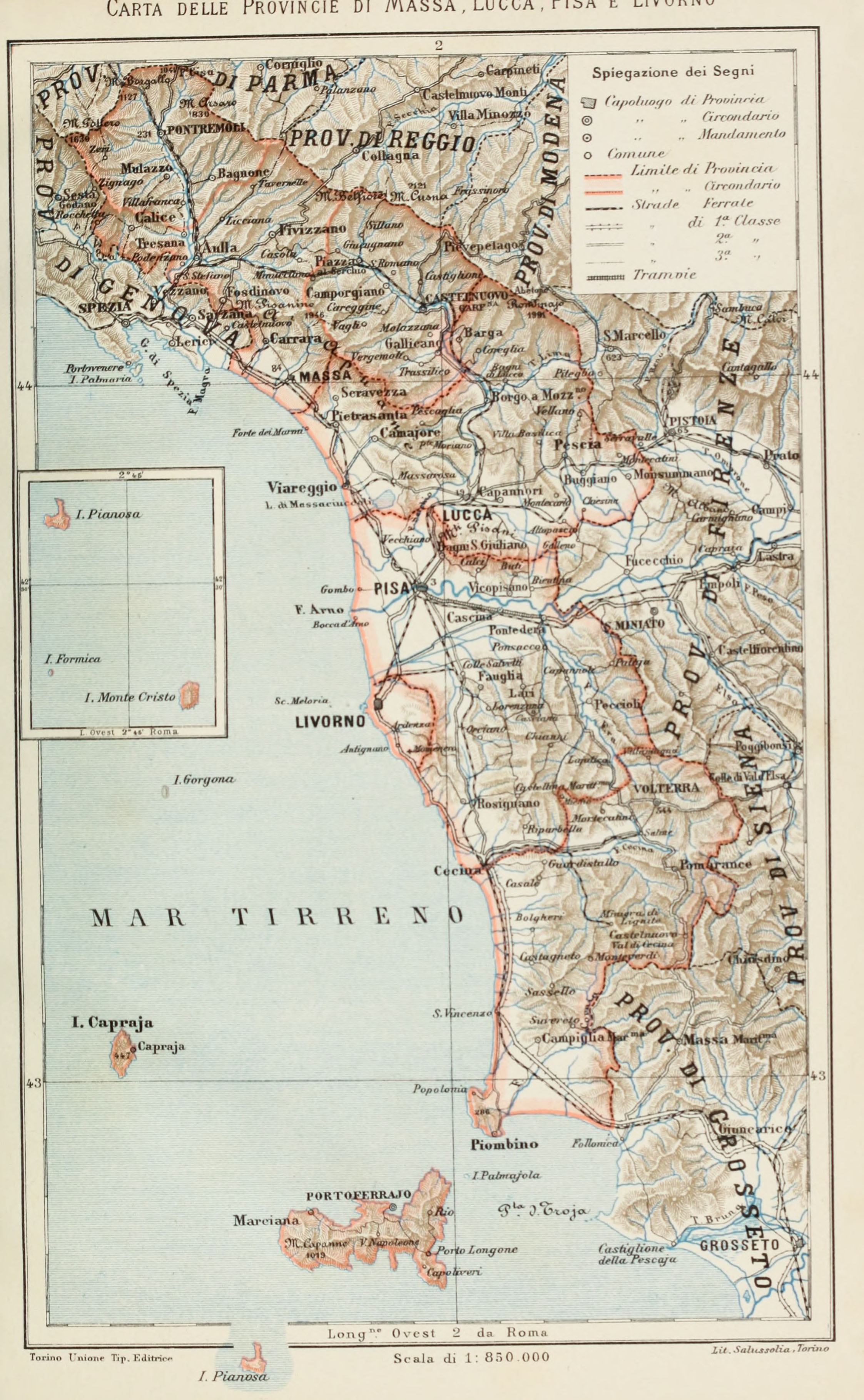
Mappa delle provincie di Massa, Lucca, Pisa e Livorno del 1896

La provincia di Lucca deriva dall'antico compartimento granducale, che però aveva una fisionomia alquanto diversa dalla provincia attuale. Il Compartimento di Lucca fu infatti creato nel 1849, all'atto dell'annessione di Lucca alla Toscana, aggiungendo al territorio del Ducato Lucchese la Valdinievole, Barga e il Pietrasantino (attuali comuni di Pietrasanta, Forte dei Marmi, Stazzema e Seravezza). D'altro canto Montignoso e la Garfagnana Lucchese (Gallicano, parte dell'odierno comune di Fosciandora, Castiglione di Garfagnana e Minucciano) venivano allora cedute al Ducato di Modena.
Nel 1923 alla provincia di Lucca fu annesso il circondario di Castelnuovo di Garfagnana, già facente parte della provincia di Massa e Carrara, comprendente i comuni di Camporgiano, Careggine, Castelnuovo di Garfagnana, Castiglione di Garfagnana, Fosciandora, Gallicano, Giuncugnano, Minucciano, Molazzana, Piazza al Serchio, Pieve Fosciana, San Romano in Garfagnana, Sillano, Trassilico (poi Fabbriche di Vallico), Vagli Sotto, Vergemoli e Villa Collemandina.
Nel 1928 i comuni di Bagni di Montecatini (oggi Montecatini Terme), Buggiano, Massa e Cozzile, Monsummano Terme, Montecatini Val di Nievole, Pescia, Ponte Buggianese, Uzzano e Vellano furono distaccati ed assegnati alla provincia di Pistoia, che era stata istituita l'anno prima. Nel comune di Pescia si trovavano e si trovano tuttora alcune frazioni già appartenenti a Villa Basilica, che storicamente sono state legate a Lucca per oltre mille anni. Tra queste frazioni passate a Pistoia si ricordano Collodi, Veneri, Pontito e San Quirico di Valleriana.
Tra i comuni oggi inclusi nella Provincia di Lucca solo sei fecero parte stabilmente e per lungo tempo dello stato pre-unitario toscano; essi sono: Altopascio, Montecarlo, Barga, Pietrasanta, Forte dei Marmi, Stazzema e Seravezza. Altri comuni fecero parte del Granducato solo per un breve periodo, tra il 1847 (ma di fatto 1849) e il 1859 (Lucca, Capannori, Porcari, Villa Basilica, Bagni di Lucca, Coreglia Antelminelli, Borgo a Mozzano, Pescaglia, Camaiore, Viareggio, Massarosa). I restanti comuni non fecero mai parte dello stato toscano (Gallicano, Fabbriche di Vallico, Vergemoli, Molazzana, Careggine, Fosciandora, Pieve Fosciana, Castelnuovo di Garfagnana, Castiglione di Garfagnana, Villa Collemandina, San Romano in Garfagnana, Sillano, Giuncugnano, Piazza al Serchio, Minucciano, Camporgiano, Vagli di Sotto). Tali particolarità storiche, unite a quelle linguistiche e naturali, fanno della Provincia di Lucca, come di quella di Massa e Carrara, un territorio peculiare a livello regionale. Ricordiamo qui, che oltre ai dialetti di tipo Valdinievolino, Lucchese e Garfagnino - Versiliese, nella provincia vi sono isole linguistiche gallo romanze come Gombitelli (frazione di Camaiore) e Colognora in Valleriana (frazione di Villa Basilica).
Il 1º gennaio 2014 si costituisce il nuovo comune di Fabbriche di Vergemoli dall'unione dei due ex enti municipali di Fabbriche di Vallico e Vergemoli.
Il 1º gennaio 2015 si costituisce il nuovo comune di Sillano Giuncugnano dall'unione dei due enti municipali di Sillano e Giuncugnano.

## Infrastrutture e trasporti

Il gonfalone della provincia

### Autostrade
- Firenze - mare: l'autostrada, principale asse Firenze-mare, in provincia ha tre uscite: Altopascio, Capannori e Lucca est.
- diramazione per Viareggio: bretella di collegamento tra il capoluogo di provincia e Viareggio, è soggetta a pedaggio e ha tre uscite: Lucca ovest, Massarosa e l'innesto con la A12. Termina con l'innesto sulla Variante Aurelia a nord di Viareggio.
- Genova - Roma: l'autostrada che collega la capitale a Genova, in provincia ha solo l'uscita Versilia e l'innesto con la diramazione per Viareggio dell'A11 (quindi l'uscita Viareggio-Camaiore).

### Strade statali
- Via Aurelia: la statale attraversa la Versilia e i centri di Viareggio, Torre del Lago Puccini, Lido di Camaiore, Pietrasanta e Querceta.
- dell'Abetone e del Brennero: la strada da Pisa entra nel capoluogo, attraversa la media valle del Serchio, tocca Bagni di Lucca e inizia la salita per raggiungere l'Abetone.

### Strade regionali
- SR 445 della Garfagnana: la strada attraversa tutta la Garfagnana da Borgo a Mozzano fino alla Provincia di Massa-Carrara.
- SR 439 Sarzanese Valdera: la strada parte da Pietrasanta, raggiunge Lucca toccando Camaiore e Massarosa e termina a Pontedera nella Valdarno in Provincia di Pisa.
- SR 435 Lucchese: parte da Lucca e attraversando la piana raggiunge Pescia e infine Pistoia.

### Strade provinciali
- Strade provinciali della provincia di Lucca

### Ferrovie
- Ferrovia Genova-Pisa
- Ferrovia Lucca-Viareggio
- Ferrovia Firenze-Lucca
- Ferrovia Lucca-Aulla
- Ferrovia Lucca-Pisa
- Ferrovia Lucca-Pontedera (chiusa nel 1944)

### Aeroporti
In provincia di Lucca esiste un solo aeroporto, l'aeroporto di Lucca-Tassignano. Esso è appunto situato nella frazione di Tassignano, a circa 6 km dal capoluogo lucchese. La struttura non effettua voli di linea ma è utilizzata principalmente per addestramento militare e civile, eventi o spettacoli di aviazione e per il ricovero di elicotteri antincendio.

## Comuni
Appartengono alla provincia di Lucca i seguenti 33 comuni:

Zone geografiche della provincia di Lucca:
Piana di Lucca
Versilia
Media valle del Serchio
Garfagnana

     Piana di Lucca
     Versilia
     Media valle del Serchio
     Garfagnana
| Pos. | Stemma | Comune                    | Abitanti | Superficie (km²) | Densità (ab./km²) | Zona                    |
| ---- | ------ | ------------------------- | -------- | ---------------- | ----------------- | ----------------------- |
| 1    |        | Lucca                     | 89 874   | 185,79           | 483,74            | Piana di Lucca          |
| 2    |        | Viareggio                 | 62 169   | 32,42            | 1917,61           | Versilia                |
| 3    |        | Capannori                 | 46 177   | 155,96           | 296,08            | Piana di Lucca          |
| 4    |        | Camaiore                  | 32 322   | 85,43            | 378,34            | Versilia                |
| 5    |        | Pietrasanta               | 23 666   | 41,6             | 568,89            | Versilia                |
| 6    |        | Massarosa                 | 22 435   | 68,27            | 328,62            | Versilia                |
| 7    |        | Altopascio                | 15 572   | 28,58            | 544,86            | Piana di Lucca          |
| 8    |        | Seravezza                 | 13 007   | 39,55            | 328,87            | Versilia                |
| 9    |        | Barga                     | 9 931    | 66,47            | 149,41            | Media valle del Serchio |
| 10   |        | Porcari                   | 8 884    | 18,05            | 492,19            | Piana di Lucca          |
| 11   |        | Forte dei Marmi           | 7 366    | 8,88             | 829,5             | Versilia                |
| 12   |        | Borgo a Mozzano           | 6 978    | 72,2             | 96,65             | Media valle del Serchio |
| 13   |        | Bagni di Lucca            | 6 095    | 164,71           | 37,00             | Media valle del Serchio |
| 14   |        | Castelnuovo di Garfagnana | 5 935    | 28,48            | 208,39            | Garfagnana              |
| 15   |        | Coreglia Antelminelli     | 5 212    | 52,94            | 98,45             | Media valle del Serchio |
| 16   |        | Montecarlo                | 4 397    | 15,67            | 280,6             | Piana di Lucca          |
| 17   |        | Gallicano                 | 3 774    | 31,04            | 121,59            | Garfagnana              |
| 18   |        | Pescaglia                 | 3 460    | 70,55            | 49,04             | Media valle del Serchio |
| 19   |        | Stazzema                  | 3 127    | 82,08            | 38,1              | Versilia                |
| 20   |        | Pieve Fosciana            | 2 474    | 28,76            | 86,02             | Garfagnana              |
| 21   |        | Piazza al Serchio         | 2 274    | 27,03            | 84,13             | Garfagnana              |
| 22   |        | Camporgiano               | 2 132    | 27,09            | 78,70             | Garfagnana              |
| 23   |        | Minucciano                | 2 035    | 57,28            | 35,53             | Garfagnana              |
| 24   |        | Castiglione di Garfagnana | 1 790    | 48,53            | 36,88             | Garfagnana              |
| 25   |        | Villa Basilica            | 1 596    | 36,57            | 43,64             | Piana di Lucca          |
| 26   |        | San Romano in Garfagnana  | 1 402    | 26,16            | 53,59             | Garfagnana              |
| 27   |        | Villa Collemandina        | 1 318    | 34,79            | 37,88             | Garfagnana              |
| 28   |        | Sillano Giuncugnano       | 1 064    | 81,30            | 13,09             | Garfagnana              |
| 29   |        | Molazzana                 | 1 042    | 31,33            | 33,26             | Garfagnana              |
| 30   |        | Vagli Sotto               | 922      | 41,22            | 22,37             | Garfagnana              |
| 31   |        | Fabbriche di Vergemoli    | 798      | 42,55            | 18,75             | Garfagnana              |
| 32   |        | Fosciandora               | 590      | 19,86            | 29,71             | Garfagnana              |
| 33   |        | Careggine                 | 505      | 24,08            | 22,76             | Garfagnana              |